# Chromoplex picticollis
Chromoplex picticollis là một loài tò vò trong họ Ichneumonidae.